# グッドバイ (ゴードン・ジェンキンスの曲)
「グッドバイ」（Goodbye、まれに、Good-Bye）は、アメリカ合衆国の作曲家で編曲家でもあるゴードン・ジェンキンスが1935年に発表した楽曲。この曲は、ベニー・グッドマン楽団が締めくくりのテーマ曲として用いたことから、広く知られるようになった。
ジェンキンスは、アイシャム・ジョーンズの楽団で働いていた時にこの曲を書いたが、ジョーンズは、「悲しすぎる  (too sad)」と言ってこの曲を却下したとされている。音楽評論家のアレック・ワイルダーは、「グッドバイ」を「私の知る限り最も悲しい曲 (as sad a song I know)」だとし、レナード・フェザーは、「聴き飽きるのが難しい曲のトップ10 (top ten songs it would be hardest to tire of hearing)」に入る曲だとした。

## 録音
ベニー・グッドマン楽団は、ラジオ放送の番組の終了時のテーマ曲として、この曲を用いた。録音は1935年9月27日におこなわれ、1936年1月8日にはビクターから Victor 25215 としてレコードが出された。
1986年にグッドマンが死去した際には、リチャード・ストルツマンが、「グッドバイ」の、クラリネットとストリングスのための編曲をビル・ジェンキンス (Bill Jenkins) に依頼した。その結果を受けて、ストルツマンは、1992年にマイケル・ティルソン・トーマス指揮のロンドン交響楽団と共演して「Goodbye: In Memory of Benny」を録音した。ベニー・グッドマンに捧げられたこれとは別の編曲もあり、ザビーネ・マイヤーが録音している。
「グッドバイ」は、フランク・シナトラも1958年のアルバム『Frank Sinatra Sings for Only the Lonely』に収録しており、エラ・フィッツジェラルドも1982年のアルバム『The Best Is Yet to Come』に収録した。シナトラとフィッツジェラルドのバージョンは、いずれもネルソン・リドルの編曲によるものであった。

### 主な収録アルバム
- フランク・シナトラ - Frank Sinatra Sings for Only the Lonely (1958年)
- ジュリー・ロンドン - Julie...At Home (1960年)
- ジュリアン・"キャノンボール"・アダレイとビル・エヴァンス - Know What I Mean? (1961年、Riverside)
- ジューン・クリスティ - Big Band Specials (1962年)
- クレア・フィッシャー（英語版） - Easy Livin' (1963年)
- ドナ・ハイタワー（英語版） - I'm In Love with Love （スペインのコロムビア・レーベルのために吹き込まれ、「I'm in Love with You」、「The One I Cried」としてリリースされた） (1974年)
- エラ・フィッツジェラルド - The Best Is Yet to Come (1982年、Pablo)
- リンダ・ロンシュタット・ウィズ・ネルソン・リドル - ホワッツ・ニュー / What's New (1983年)[4]
- リチャード・ストルツマン - New York Counterpoint (1987年、RCA)
- エディ・ヘンダーソン（英語版） - Flight of Mind (1991年、Steeplechase)
- リズ・ライト - Salt (2003年、Verve)
- チャーリー・ヘイデン・カルテット・ウェスト (Quartet West)・ウィズ・ ダイアナ・クラール - Sophisticated Ladies (2010年、EmArcy)
- キース・ジャレット / チャーリー・ヘイデン - Jasmine (2010年、ECM)